# Beloniformes
L'ordine dei Beloniformes appartiene alla classe dei pesci ossei e comprende pesci d'acqua dolce e salata diffusi in tutto il mondo. Comprende le aguglie (Belonidae) e i pesci volanti (Exocoetidae).

## Classificazione tassonomica
Originariamente i due sottordini erano considerati parte dell'ordine Cyprinidontiformes, ma negli ultimi anni ulteriori ed approfondite analisi genetiche e fisiologiche hanno convinto il mondo accademico ad accettare la classificazione attuale.

### Sottordine Adrianichthyoidei
- Famiglia Adrianichthyidae

### Sottordine Belonoidei
- Superfamiglia Scomberesocoidea
  - Famiglia Belonidae
  - Famiglia Scomberesocidae
- Superfamiglia Exocoetoidea
  - Famiglia Exocoetidae
  - Famiglia Hemiramphidae
  - Famiglia Zenarchopteridae